# امیلی تامسون (بازیکن فوتبال)
امیلی تامسون (انگلیسی: Emily Thomson؛ زادهٔ ۱۲ اوت ۱۹۹۳) بازیکن فوتبال اهل بریتانیا است.
از باشگاه‌هایی که در آن بازی کرده‌است می‌توان به تیم فوتبال زنان آرسنال اشاره کرد.
وی همچنین در تیم ملی فوتبال زنان اسکاتلند بازی کرده‌است.